# التنزه (إعدام)
التنزه (بالإسبانية: Paseo)‏ هو تعبير ملطف ناجم عن قانون الهروب وجرت به سلسلة من حلقات العنف والقمع السياسي حدثت خلال الحرب الأهلية الإسبانية، والتي حدثت في كل من الجانب الجمهوري والمتمردين، وعاشت ذروتها بين شهري يوليو وديسمبر 1936. تم تفتيش الضحايا بحجة أخذهم في نزهة على الأقدام، وتنتهي بإعدامه في الهواء الطلق. في الواقع إجراء اغتيال مختصر في شكل «قانون الهروب». في بعض الأحيان شارك فيها المجرمون العاديون
حدد إنداليسيو برييتو التنزه هذا في 1961 في رسائل إلى نحات على النحو التالي: